# Disguises (canción de The Who)
«Disguises» es una canción de la banda británica The Who compuesta en 1966 por Pete Townshend. Este tema también fue incluido como bonus track en el álbum A Quick One y también en el recopilatorio Rarities Volume I & Volume II.